# Humberto Ramos
Pour les articles homonymes, voir Ramos.
Humberto Ramos est un dessinateur de comics d'origine mexicaine. Né le 28 novembre 1970.

## Biographie
Humberto Ramos naît le 28 novembre 1970 à Mexico. Il étudie le dessin auprès du maître de BD mexicain Oscar González Guerrero.
Il commence à travailler pour les comics américains en 1993 chez Milestone Media en dessinant des épisodes de Hardware. Ses débuts notables dans le comic book ont lieu en 1995 sur la série Impulse scénarisée par Mark Waid pour DC Comics. Il travailla également sur X-Nation 2099 pour Marvel Comics et DV8 pour Wildstorm avant d'exploser véritablement sur Crimson.
La série, qui traitait des aventures d'un adolescent devenu vampire, fut lancée en mai 1998 dans le cadre du label Cliffhanger de Wildstorm aux côtés de Danger Girl et de Battle Chasers. Crimson se distingua des deux autres titres par la régularité de sa parution, devenant le succès inattendu du label. Fort de cette réussite, après la fin de Crimson en février 2001, Ramos lança en mai une nouvelle série, Out There, et scénarisa en 2003 la mini-série Kamikaze dessinée par Francisco Herrera.
En 2003, Ramos saisit l'occasion de travailler sur le tisseur de toiles en lançant chez Marvel la série The Spectacular Spider-Man volume 2 avec le scénariste Paul Jenkins.
Il a depuis entamé avec Jenkins une nouvelle mini-série en 6 parties baptisée Revelations chez Dark Horse, tout en signant un contrat avec Soleil pour réaliser la série K, une série dérivée de Kookaburra, sur des scénarios de Crisse.

## Publications
(les titres suivis d'un * ont été traduits en français, même partiellement)
- America's Best Comics 64-page Giant #1 (ABC) *
- Blood Syndicate #18 (Milestone Media, 1994)
- Steel Annual #1 (DC, 1994)
- Superboy #9-10 (DC, 1994)
- Hardware #15, 19-20, 22-25 (Milestone Media, 1994, 1995)
- Flash Annual #8 (DC, 1995)
- Impulse #1-6, 8-13, 16-17, 19-20, 23-25 (DC, 1995-1997) *
- X-Nation 2099 #1-3 (Marvel, 1996) *
- Gen13 vol.2 #9 (Wildstorm, 1996-1997) *
- DV8 #1-7 (Wildstorm, 1996-1997) *
- Flash Secret Files #1 (DC, 1997)
- Uncanny X-Men #346 (Marvel, 1997)
- Crimson (Cliffhanger, 1998) *
- Secret Origins 80-Page Giant #1 (DC, 1998)
- JLA: World Without Grown-Ups #1-2 (DC, 1998)
- Superman #165 (DC, 2001) *
- Out There (Cliffhanger, 2001-2003) *
- The Amazing Spider-Man #648-651, 667-... (Marvel, 2010-2012)
- The Spectacular Spider-Man Vol.2 #1-10, 17-18 (Marvel, 2003-2004) *
- The Superior Spider-Man (2013)
- Revelations (Dark Horse, 2005)*
- Wolverine vol.3 #42-48 "Civil War : Vendetta" (Marvel, 2006)
- Kookaburra K Tome 1: big bang baby" (Soleil, 2007)
- Kookaburra K Tome 2: La planète aux illusions" (Soleil, 2007)
- Kookaburra K Tome 3: L'instant d'éternité" (Soleil, 2010)
- TOXIC WASTE 48-page sketchbook" (brand studio press, 2007)

## Récompense
- 2006 : prix Saint-Michel du meilleur dessin pour Révélations, t. 2
- 2015 : prix Inkpot